# 前580年代
| 千纪： | 前1千纪 |
| 世纪： | 前7世纪 \| 前6世纪 \| 前5世纪                                                                              |
| 年代： | 前610年代 \| 前600年代 \| 前590年代 \| 前580年代 \| 前570年代 \| 前560年代 \| 前550年代                    |
| 年份： | 前589年 \| 前588年 \| 前587年 \| 前586年 \| 前585年 \| 前584年 \| 前583年 \| 前582年 \| 前581年 \| 前580年 |

前580年代從前589年1月1日開始，於前580年12月31日結束。

## 大事记
- 前589年秋，晉大夫郤克、衛大夫孫良夫、魯大夫臧宣叔、曹公子首，四國聯軍攻齊，鞍之戰，齊大敗。宋文公鮑卒，子宋共公瑕嗣位。衛穆公遫卒，子衛定公臧嗣位。冬，楚公子嬰齊、魯成公、蔡景侯、許靈公、秦右大夫說、宋大夫華元、陳公子寧、衛大夫孫良夫、鄭公子去疾，以及曹、邾、薛、鄫，十三國於蜀邑會盟，楚国霸權巩固。
- 前588年，晉由三軍擴建為六軍。
- 前588年，猶太王國叛新巴比倫王國，巴比倫王尼布甲尼撒統軍圍猶太首都耶路撒冷，歷時十八個月。
- 前587年，鄭襄公堅卒，子鄭悼公費嗣位。燕宣公卒，燕昭公嗣位。
- 前586年，周定王瑜卒，子周簡王夷嗣位。吳國壽夢稱王。
- 前586年，耶路撒冷城陷，巴比倫焚城。耶和華神殿、王宮、民宅，全化灰燼，猶太王國亡。
- 前585年，晉自絳城遷都新田，亦稱絳城，以舊都為故絳，新都為新絳。魯滅鄟國。鄭悼公費卒，弟鄭成公睔嗣位。楚令尹子重因为鄭附晉，攻鄭。晉大夫欒書救鄭，於繞角遇楚軍，楚軍撤退。
- 前584年，楚大夫屈巫奔晉，楚國屠屈巫宗族，屈巫遣其子屈狐庸赴吳，教吳人騎射，让吴国攻楚。
- 前582年，齊頃公無野卒，子齊靈公環嗣位。
- 前581年，晉景公孺卒，子晉厲公壽曼嗣位。
- 前580年，周大夫周公楚與卿士伯輿，爭论政事不勝，出奔晉國。

## 逝世
- 前585年：神武天皇，日本第1代天皇